# Anna Johansson (barnboksförfattare)
Anna Johansson, född 1982, är en nämndsekreterare och författare från Bor utanför  Värnamo, men numera bosatt i Huskvarna. Hon är huvudsakligen känd för sina barnböcker, som ges ut på Idus förlag, men skriver även en deckarserie som utspelar sig i Jönköping för Lind & Co.